# Vincent Lacoste
Vincent Lacoste (nascido em 3 de julho de 1993) é um ator francês. Ele começou sua carreira de ator aos quinze anos, interpretando o papel principal de Hervé no filme Les Beaux Gosses. O papel lhe rendeu o prêmio Lumières de ator mais promissor e uma indicação ao prêmio César de ator mais promissor em 2010. Ele recebeu o Prêmio Patrick Dewaere em 2016.

## Filmografia

### Cinema
| Ano  | Título                                       | Diretor                            | Papel                     | Notas |
| ---- | -------------------------------------------- | ---------------------------------- | ------------------------- | ----- |
| 2009 | Les Beaux Gosses                             | Riad Sattouf                       | Hervé                     |       |
| 2011 | Au bistro du coin                            | Charles Nemes                      | Jules                     |       |
| 2011 | Low Cost                                     | Maurice Barthélemy                 | Dimitri                   |       |
| 2011 | Le Skylab                                    | Julie Delpy                        | Christian                 |       |
| 2011 | De l'huile sur le feu                        | Nicolas Benamou                    | Pierrick                  |       |
| 2012 | JC comme Jésus Christ                        | Jonathan Zaccaï                    | JC                        |       |
| 2012 | Astérix et Obélix : Au service de Sa Majesté | Laurent Tirard                     | Goudurix                  |       |
| 2012 | Camille redouble                             | Noémie Lvovsky                     | Vincent                   |       |
| 2014 | Jacky au royaume des filles                  | Riad Sattouf                       | Jacky                     |       |
| 2014 | Hippocrate                                   | Thomas Lilti                       | Benjamin                  |       |
| 2014 | Eden                                         | Mia Hansen-Løve                    | Thomas Bangalter          |       |
| 2015 | Journal d'une femme de chambre               | Benoît Jacquot                     | Georges                   |       |
| 2015 | Lolo                                         | Julie Delpy                        | Lolo                      |       |
| 2015 | La Vie très privée                           | Monsieur Sim de Michel Leclerc     | Jacques Sim (aos 20 anos) |       |
| 2016 | Peur de rien                                 | Danielle Arbid                     | Rafaël                    |       |
| 2016 | Tout de suite maintenant                     | Pascal Bonitzer                    | Xavier                    |       |
| 2016 | Saint Amour                                  | Gustave Kervern et Benoît Delépine | Mike                      |       |
| 2016 | Victoria                                     | Justine Triet                      | Sam                       |       |
| 2017 | Sahara                                       | Pierre Coré                        | Gary                      | (voz) |
| 2018 | Plaire, aimer et courir vite                 | Christophe Honoré                  | Arthur                    |       |
| 2018 | Première Année                               | Thomas Lilti                       | Antoine                   |       |
| 2018 | Amanda                                       | Mikhael Hers                       | David                     |       |
| 2019 | Deux Fils                                    | Félix Moati                        | Joachim                   |       |
| 2019 | Chambre 212                                  | Christophe Honoré                  | Richard                   |       |
| 2019 | Mes jours de gloire                          | d'Antoine de Bary                  | Adrien                    |       |
| 2020 | Effacer l’historique                         | Benoît Delépine et Gustave Kervern | le sextapeur              |       |
| 2020 | De nos frères blessés                        | Hélier Cisterne                    | Fernand Iveton            |       |
| 2021 | Illusions perdues                            | Xavier Giannoli                    | Étienne Lousteau          |       |
| 2022 | Fumer fait tousser                           | Quentin Dupieux                    | Méthanol                  |       |
| 2022 | Coma                                         | Bertrand Bonello                   | Nicholas                  | (voz) |
| 2022 | Le Parfum vert                               | Nicolas Pariser                    | Martin Rémi               |       |
| 2022 | Le Lycéen                                    | Christophe Honoré                  | Quentin Ronis             |       |

### Curta-metragem
- 2014 : Truffaut au présent : Couples d'Axelle Ropert
- 2014 : Vengeance et terre battue de Mathieu Sapin : Charles
- 2015 : Langue noire de Victor Boyer : Gabin
- 2016 : L'Enfance d'un chef d'Antoine de Bary : Vincent
- 2016 : Après Suzanne de Félix Moati : Joachim

## Ligação externas
- Vincent Lacoste no Instagram